# Preludio e fuga, BWV 549
"Preludio e fuga, BWV 549" è un'opera di Johann Sebastian Bach.
La prima versione (BWV 549a, in re minore) dovrebbe risalire ai primi anni di Bach a Weimar, mentre la revisione-trascrizione in do minore (BWV 549) appartiene agli anni di Lipsia.
Il preludio (che, data la sua struttura, è più prossimo ad una fantasia che ad un preludio propriamente detto) si apre con un vigoroso assolo di pedale.
A questo segue una sezione che si sviluppa nella forma di "toccata sopra i pedali" (forma derivata da Pachelbel, che a sua volta l'aveva appresa, attraverso i suoi maestri, niente meno che dal nostro Girolamo Frescobaldi): le dolorose armonie che si sviluppano ai manuali sono sorrette da lunghe note gravi.
Al preludio fa seguito una fuga dal carattere assai più rigoroso: in essa, le quattro voci entrano in ordine dalla più bassa a quella più acuta.
Il pedale rimane muto per le prime 39 battute della fuga, aggiungendo trionfalmente una quinta voce a partire dalla battuta 40.
Il brano termina con una breve coda dal carattere libero e virtuosistico, che richiama piuttosto da vicino la conclusione della assai più celebre Toccata & fuga in re minore BWV 565.